# ميساميس أوريانتال
ميساميس أوريانتال هي مقاطعة في الفلبين، تتبع مينداناو الشمالية، بلغ عدد سكانها 813٬856 نسمة، في 2010، عاصمتها كاجايان دو آورو، تبلغ مساحتها 3٬131٫52 كيلومتر مربع، رمزها البريدي هو 9000–9025.

## الموقع
تشترك في الحدود مع:
- ميساميس أوتشيدنتال
- أغوسان ديل نورت
- أغوسان ديل سور.

## التقسيمات الإدارية
- السلفادور (الفلبين)
- غينغوغ
- Alubijid [الإنجليزية]‏
- Balingasag [الإنجليزية]‏
- Binuangan [الإنجليزية]‏
- Claveria, Misamis Oriental [الإنجليزية]‏
- Gitagum [الإنجليزية]‏
- Initao [الإنجليزية]‏
- Jasaan [الإنجليزية]‏
- Kinoguitan [الإنجليزية]‏
- Lagonglong [الإنجليزية]‏
- Laguindingan [الإنجليزية]‏
- Libertad, Misamis Oriental [الإنجليزية]‏
- Lugait [الإنجليزية]‏
- Magsaysay, Misamis Oriental [الإنجليزية]‏
- Manticao [الإنجليزية]‏
- Medina, Misamis Oriental [الإنجليزية]‏
- Naawan [الإنجليزية]‏
- Opol [الإنجليزية]‏
- Salay [الإنجليزية]‏
- Sugbongcogon [الإنجليزية]‏
- Tagoloan, Misamis Oriental [الإنجليزية]‏
- Talisayan [الإنجليزية]‏
- Villanueva, Misamis Oriental [الإنجليزية]‏
- Balingoan [الإنجليزية]‏.